# Al-Sha'bi
Abū ʿAmr ʿĀmir ibn Sharāḥīl al-Shaʿbī (in arabo ﺍﺑﻮ ﻋﻤﺮﻭ ﻋﺎﻣﺮ ﺑﻦ ﺷﺮﺍﺣﻴﻞ الشعبي‎?; Kufa, tra il 637 e il 642 – tra il 721 e il 728) è stato uno storico e giurista arabo, nonché un apprezzato Tābiʿ.
Malgrado la sua stessa contrarietà islamica all'uso del raʾy nella speculazione religiosa - troppo sganciata dalla Sunna, costruita sul Corano e la consuetudine di pensiero e di vita di Maometto - le sue opinioni sono state ampiamente accettate e impiegate nelle opere dei primi giuristi costruttori del pionieristico diritto islamico, tra cui si ricordano ʿAbd al-Razzāq al-Ṣanʿānī (m. 827) e Ibn Abī Shayba (m. 849).

## Attività politica
Di probabile origine sudarabica (gli Shaʿb erano una branca dei B. Hamdān), fu in ottima rapporti col Wali omayyade di al-Kufa, al-Ḥajjāj b. Yūsuf, ma fu poi indotto dagli ambienti religiosi cui apparteneva, a unirsi al moto insurrezionale organizzato nel 700 da ʿAbd al-Raḥmān b. al-Ashʿath.
Quando, dopo Dayr al-Jamājim, la ribellione fu stroncata, dovette nascondersi, raggiungendo il Ferghana dove trascorse un periodo di clandestinità, prima di entrare nelle grazie di Qutayba ibn Muslim (che lo scelse come suo segretario kātib), che era stato inviato in Khorasan dalle autorità califfali per stroncare ogni residuo movimento ribellistico, contando di approfittare così della promessa di amnistia fatta da al-Ḥajjāj per chi si fosse unito a quelle forze legittimiste.
Il Governatore, venuto a sapere tutto ciò, pretese dal suo amīr che al-Shaʿbī fosse mandato alla sua corte e qui, una volta giunto, dopo averlo aspramente rimproverato, lo perdonò per le sue indubbie qualità.
Fu richiesto per questo dal califfo ʿAbd al-Malik a Damasco e sembra che il kufano abbia svolto per lui alcune delicate missioni a Costantinopoli.

## Attività di studioso
Si dice che avesse raccolto materiale tradizionistico riguardante circa 500 fra i primi e più illustri musulmani, giudicato assai affidabile anche per la sua profonda conoscenza delle prime tradizioni giuridiche di Kufa, tanto da essere apprezzato e menzionato frequentemente dallo stesso Abū Ḥanīfa.
La sua nomea era tale che ʿAbd al-Malik b. Marwān lo incaricò dell'educazione dei suoi figli, invitandolo in un'occasione a gareggiare, in quanto era anche un apprezzato poeta, col cristiano al-Akhṭal.
Non scrisse un solo libro, convinto - come molti intellettuali delle prime generazioni che non avevano comunque ancora a loro disposizione uno status accettabile della lingua araba scritta - che bastasse la sola memoria collettiva a rendere credibile una notizia o una tradizione.